# Otto Herschmann
Otto Herschmann (4. januar 1877 i Wien – 14. juni 1942 i Ghetto Izbica, Polen) var en østrigsk svømmer og fægter som deltog i de olympiske lege 1896 i Athen og 1912 i Stockholm.
Herschmann vandt en sølvmedalje i svømning under OL 1896 i Athen. Han kom på en anden plads efter Alfréd Hajós fra Ungarn i 100 meter fri.
Seksten år senere under OL 1912 i Stockholm vandt Herschmann en sølvmedalje i fægtning. Han var med på det østrigske hold som kom på en andeplads i holdkonkurrencen i sabel bagefter Ungarn. Der var elleve lande som deltog og i finalerunden som besto af fire hold vnadt Østrig to kampe og tabte en, mod Ungarn. Deltagerne på det østrigske sabelhold var Albert Bogen, Rudolf Cvetko, Friedrich Golling, Otto Herschmann, Andreas Suttner, Reinhold Trampler og Richard Verderber.
Herschmann var jøde. Han blev arresteret i Wien af nazistene og blev den 14. januar 1942 deporteret til Sobibor koncentrationslejren. Han døde senere på året i det tysk-okkuperde Polen.
Herschmann fik i 2001 opkaldt en gade, Otto-Herschmann-Gasse, i Wien efter sig.